# Lijst van steden en dorpen in Noord-Holland
Dit artikel bevat een lijst van steden, dorpen en buurtschappen in de Nederlandse provincie Noord-Holland. Ook vermeld zijn de gemeenten waaronder de plaatsen vallen. In totaal kent de provincie Noord-Holland 44 gemeenten & 534 steden, dorpen en buurtschappen.

## A
- Aagtdorp (buurtschap in de gemeente Bergen)
- Aalsmeer (hoofdplaats van de gemeente Aalsmeer)
- Aalsmeerderbrug (dorp in de gemeente Haarlemmermeer)
- Aartswoud (dorp in de gemeente Opmeer)
- Abbekerk (dorp in de gemeente Medemblik)
- Abbekerkeweere (buurtschap in de gemeente Opmeer)
- Abbenes (dorp in de gemeente Haarlemmermeer)
- Abbestede (plaats in de gemeente Schagen)
- Achterdichting (buurtschap in de gemeente Waterland)
- Aerdenhout (dorp in de gemeente Bloemendaal)
- Akersloot (dorp in de gemeente Castricum)
- Alkmaar (stad en hoofdplaats van de gemeente Alkmaar)
- Amstelveen (hoofdplaats van de gemeente Amstelveen)
- Amsterdam (hoofdstad van Nederland en hoofdplaats van de gemeente Amsterdam)
- Amsterdam-Zuidoost (woonplaats, valt samen met het stadsdeel Zuidoost van de gemeente Amsterdam)
- Andijk (dorp in de gemeente Medemblik)
- Ankeveen (dorp in de gemeente Wijdemeren)
- Anna Paulowna (hoofdplaats van de gemeente Hollands Kroon)
- Assendelft (dorp in de gemeente Zaanstad)
- Assum (buurtschap in de gemeente Uitgeest)
- Avendorp (buurtschap in de gemeente Schagen)
- Avenhorn (dorp in de gemeente Koggenland)
- Axwijk (buurtschap in de gemeente Edam-Volendam)

## B
- Baarsdorpermeer (buurtschap in de gemeente Koggenland)
- Badhoevedorp (dorp in de gemeente Haarlemmermeer)
- Bakkum (dorp in de gemeente Castricum)
- Bakkum-Noord (dorp in de gemeente Castricum)
- De Banne (buurtschap in de gemeente Schagen)
- De Bangert (buurtschap in de gemeenten Hoorn en Drechterland)
- Bargen (buurtschap in de gemeente Texel)
- Barsingerhorn (dorp in de gemeente Hollands Kroon)
- Beets (dorp in de gemeente Edam-Volendam)
- Beinsdorp (dorp in de gemeente Haarlemmermeer)
- De Belt (buurtschap in de gemeente Hollands Kroon)
- Bennebroek (dorp in de gemeente Bloemendaal)
- Benningbroek (dorp in de gemeente Medemblik)
- Bentveld (dorp in de gemeente Zandvoort)
- Bergen aan Zee (dorp in de gemeente Bergen)
- Bergen (dorp in de gemeente Bergen)
- Bergermeer (buurtschap in de gemeente Alkmaar)
- Berkhout (dorp in de gemeente Koggenland)
- Berkmeer (buurtschap in de gemeente Koggenland)
- Beverwijk (stad en hoofdplaats van de gemeente Beverwijk)
- Bikbergen (buurtschap in de gemeente Huizen)
- Binnenwijzend (buurtschap in de gemeente Drechterland)
- Blaricum (hoofdplaats van de gemeente Blaricum)
- Bliekenbos (buurtschap in de gemeente Schagen)
- Bloemendaal (plaats in de gemeente Bloemendaal)
- Bloemendaal aan Zee (buurtschap in de gemeente Bloemendaal)
- Blokdijk (buurtschap in de gemeente Koggenland)
- Blokhuizen (buurtschap in de gemeente Hollands Kroon)
- Bobeldijk (dorp in de gemeente Koggenland)
- Boekel (buurtschap in de gemeente Castricum)
- Boesingheliede (buurtschap in de gemeente Haarlemmermeer)
- De Bomen (buurtschap in de gemeente Hollands Kroon)
- Boomhoek (buurtschap in de gemeente Wijdemeren)
- Bovenkarspel (hoofdplaats van de gemeente Stede Broec)
- Bovenkerk (dorp in de gemeente Amstelveen)
- Breezand (dorp in de gemeente Hollands Kroon)
- Bregtdorp (buurtschap in de gemeente Bergen)
- Breukeleveen (buurtschap in de gemeente Wijdemeren)
- Broek in Waterland (dorp in de gemeente Waterland)
- Broek op Langedijk (dorp in de gemeente Dijk en Waard)
- Broekhorn (dorp in de gemeente Dijk en Waard)
- Broerdijk (buurtschap in de gemeente Medemblik)
- Buiksloot (dorp in de gemeente Amsterdam)
- Buitenkaag (dorp in de gemeente Haarlemmermeer)
- Buitenhuizen (buurtschap in de gemeente Zaanstad)
- Den Burg (dorp in de gemeente Texel)
- Burger Nieuwland (buurtschap in de gemeente Texel)
- Burgerbrug (dorp in de gemeente Schagen)
- Burgerveen (dorp in de gemeente Haarlemmermeer)
- Burgervlotbrug (dorp in de gemeente Schagen)
- Burghorn (buurtschap in de gemeente Schagen)
- Busch en Dam (buurtschap in de gemeenten Zaanstad en Uitgeest)
- Bussum (hoofdplaats van de gemeente Gooise Meren)
- De Buurt (buurtschap in de gemeente Drechterland)
- De Buurt (buurtschap in de gemeente Medemblik)
- 't Buurtje (buurtschap in de gemeente Schagen)

## C
- Callantsoog (dorp in de gemeente Schagen)
- Calslagen (buurtschap in de gemeente Aalsmeer)
- Camperduin (buurtschap in de gemeente Bergen)
- Castricum (hoofdplaats van de gemeente Castricum)
- Castricum aan Zee (plaats in de gemeente Castricum)
- Catrijp (dorp in de gemeente Bergen)
- De Cocksdorp (dorp in de gemeente Texel)
- Cornelissenwerf (buurtschap in de gemeente Schagen)
- Crailo (buurtschap in de gemeente Huizen)
- Cruquius (dorp in de gemeente Haarlemmermeer)

## D
- Dam (buurtschap in de gemeente Hollands Kroon)
- Busch en Dam (buurtschap in de gemeenten Zaanstad en Uitgeest)
- De Banne (buurtschap in de gemeente Schagen)
- De Bangert (buurtschap in de gemeenten Hoorn en Drechterland)
- De Belt (buurtschap in de gemeente Hollands Kroon)
- De Bomen (buurtschap in de gemeente Hollands Kroon)
- De Buurt (buurtschap in de gemeente Drechterland)
- De Buurt (buurtschap in de gemeente Medemblik)
- De Cocksdorp (dorp in de gemeente Texel)
- De Elft (buurtschap in de gemeente Hollands Kroon)
- De Goorn (dorp in de gemeente Koggenland)
- De Haal (buurtschap in de gemeente Oostzaan)
- De Hale (buurtschap in de gemeente Schagen)
- De Haukes (dorp in de gemeente Hollands Kroon)
- De Hoek (buurtschap in de gemeente Haarlemmermeer)
- De Hout (buurtschap in de gemeente Drechterland)
- De Hulk (buurtschap in de gemeenten Koggenland en Hoorn)
- De Kaag (buurtschap in de gemeente Opmeer)
- De Kampen (buurtschap in de gemeente Hollands Kroon)
- De Kets (buurtschap in de gemeente Waterland)
- De Kolk (buurtschap in de gemeente Opmeer)
- De Koog (dorp in de gemeente Texel)
- De Kooy (buurtschap in de gemeente Den Helder)
- De Kwakel (buurtschap in de gemeente Uithoorn)
- De Naal (buurtschap in de gemeente Texel)
- De Nes (buurtschap in de gemeente Texel)
- De Nollen (buurtschap in de gemeente Alkmaar)
- De Rijp (dorp in de gemeente Alkmaar)
- De Snip (buurtschap in de gemeente Opmeer)
- De Stolpen (plaats in de gemeente Schagen)
- De Strook (buurtschap in de gemeente Hollands Kroon)
- De Waal (dorp in de gemeente Texel)
- De Weed (buurtschap in de gemeente Drechterland)
- De Weere (buurtschap in de gemeente Hollands Kroon)
- De Weere (dorp in de gemeente Opmeer)
- De Weijdt (buurtschap in de gemeente Alkmaar)
- De Westen (buurtschap in de gemeente Texel)
- Den Burg (hoofdplaats van de gemeente Texel)
- Den Helder (stad en hoofdplaats van de gemeente Den Helder)
- Den Hoorn (dorp in de gemeente Texel)
- Den Ilp (dorp in de gemeente Landsmeer)
- Den Oever (dorp in de gemeente Hollands Kroon)
- Diemen (hoofdplaats van de gemeente Diemen)
- Dijkmanshuizen (buurtschap in de gemeente Texel)
- Dijkstaal (buurtschap in de gemeente Schagen)
- Dirkshorn (dorp in de gemeente Schagen)
- Draai (buurtschap in de gemeente Dijk en Waard)
- Driehuis (dorp in de gemeente Velsen)
- Driehuizen (dorp in de gemeente Alkmaar)
- Driehuizen (buurtschap in de gemeente Texel)
- Driemond (dorp in de gemeente Amsterdam)
- Duin en Bosch (buurtschap in de gemeente Castricum)
- Duivendrecht (dorp in de gemeente Ouder-Amstel)
- Durgerdam (dorp in de gemeente Amsterdam)
- Dusseldorp (dorp in de gemeente Castricum)
- Duyncroft (buurtschap in de gemeente Bergen)

## E
- Edam (stad in de gemeente Edam-Volendam)
- Eenigenburg (dorp in de gemeente Schagen)
- Egelshoek (buurtschap in de gemeente Hilversum)
- Egmond aan den Hoef (dorp in de gemeente Bergen)
- Egmond aan Zee (dorp in de gemeente Bergen)
- Egmond-Binnen (dorp in de gemeente Bergen)
- Egmondermeer (buurtschap in de gemeente Bergen)
- De Elft (buurtschap in de gemeente Hollands Kroon)
- Emaus (buurtschap in de gemeente Hollands Kroon)
- Enkhuizen (stad en hoofdplaats van de gemeente Enkhuizen)
- Etersheim (buurtschap in de gemeente Edam-Volendam)
- Van Ewijcksluis (dorp in de gemeente Hollands Kroon)

## F
- Frik (buurtschap in de gemeente Dijk en Waard)
- Friese Buurt (buurtschap in de gemeente Den Helder)

## G
- Gelderse Buurt (buurtschap in de gemeente Hollands Kroon)
- De Gest (buurtschap in de gemeente Hollands Kroon)
- De Goorn (dorp in de gemeente Koggenland)
- Gouwe (dorp in de gemeente Opmeer)
- Graft (dorp in de gemeente Alkmaar)
- 's-Graveland (dorp in de gemeente Wijdemeren)
- Groenveld (dorp in de gemeente Schagen)
- Groet (dorp in de gemeente Bergen)
- Groetpolder (buurtschap in de gemeente Hollands Kroon)
- Groot Dorregeest (buurtschap in de gemeente Uitgeest)
- Grootebroek (dorp in de gemeente Stede Broec)
- Groote Keeten (dorp in de gemeente Schagen)
- Grootschermer (dorp in de gemeente Alkmaar)
- Grootven (buurtschap in de gemeente Schagen)
- Grotewal (buurtschap in de gemeente Schagen)
- Grotewerf (buurtschap in de gemeente Waterland)
- Grosthuizen (dorp in de gemeente Koggenland)

## H
- De Haal (buurtschap in de gemeente Oostzaan)
- Haaldersbroek (buurtschap in de gemeente Zaanstad)
- Haarlem (hoofdstad van de provincie Noord-Holland en hoofdplaats van de gemeente Haarlem)
- Haarlemmerliede (dorp in de gemeente Haarlemmermeer)
- Hakkelaarsbrug (buurtschap in de gemeente Gooise Meren)
- De Hale (buurtschap in de gemeente Schagen)
- Halfweg (buurtschap in de gemeente Purmerend)
- Halfweg (dorp in de gemeente Haarlemmermeer)
- Hanedoes (buurtschap in de gemeente Hollands Kroon)
- Harderwijk (buurtschap in gemeente Opmeer)
- Hargen (buurtschap in de gemeente Bergen)
- Haringhuizen (dorp in de gemeente Hollands Kroon)
- Harkebuurt (buurtschap in de gemeente Texel)
- De Haukes (dorp in de gemeente Hollands Kroon)
- Hauwert (dorp in de gemeente Medemblik)
- Havenbuurt (buurtschap in de gemeente Waterland)
- Heemskerk (hoofdplaats van de gemeente Heemskerk)
- Heemskerkerduin (buurtschap in de gemeente Heemskerk)
- Heemstee (buurtschap in de gemeente Castricum)
- Heemstede (hoofdplaats van de gemeente Heemstede)
- Heerhugowaard (hoofdplaats van de gemeente Dijk en Waard)
- De Heid (buurtschap in de gemeente Hollands Kroon)
- Heiloo (hoofdplaats van de gemeente Heiloo)
- Hem (dorp in de gemeente Drechterland)
- Hembrug (buurtschap in de gemeente Zaanstad)
- Hemkewerf (buurtschap in de gemeente Schagen)
- Hensbroek (dorp in de gemeente Koggenland)
- Het Korfwater (buurtschap in de gemeente Schagen)
- Het Woud (buurtschap in de gemeente Bergen)
- Hilversum (hoofdplaats van de gemeente Hilversum)
- Hilversumse Meent (buurtschap in de gemeente Hilversum)
- Hinderdam (buurtschap in de gemeente Wijdemeren)
- Hippolytushoef (dorp in de gemeente Hollands Kroon)
- Hobrede (dorp in de gemeente Edam-Volendam)
- De Hoek (voormalige buurtschap in de gemeente Haarlemmermeer)
- De Hoelm (buurtschap in de gemeente Hollands Kroon)
- Hofgeest (buurtschap in de gemeente Velsen)
- Hogebieren (buurtschap in de gemeente Hollands Kroon)
- Hollebalg (buurtschap in de gemeente Hollands Kroon)
- Holysloot (dorp in de gemeente Amsterdam)
- Hoofddorp (hoofdplaats van de gemeente Haarlemmermeer)
- Hoogkarspel (hoofdplaats van de gemeente Drechterland)
- Hoogwoud (dorp in de gemeente Opmeer)
- Hoorn (stad en hoofdplaats van de gemeente Hoorn)
- Den Hoorn (dorp in de gemeente Texel)
- Horn (buurtschap in de gemeente Stede Broec)
- De Horn (buurtschap in de gemeente Weesp)
- 't Horntje (buurtschap in de gemeente Texel)
- Horstermeer (buurtschap in de gemeente Wijdemeren)
- De Hout (buurtschap in de gemeente Drechterland)
- Huigsloot (buurtschap in de gemeente Haarlemmermeer)
- Huisduinen (dorp in de gemeente Den Helder)
- Huiskebuurt (buurtschap in de gemeente Schagen)
- Huizen (hoofdplaats van de gemeente Huizen)
- Huizerhoogt (dorp in de gemeente Huizen)
- De Hulk (buurtschap in de gemeenten Koggenland en Hoorn)

## I
- IJmuiden (hoofdplaats van de gemeente Velsen)
- Den Ilp (dorp in de gemeente Landsmeer)
- Ilpendam (dorp in de gemeente Waterland)

## J
- Jisp (dorp in de gemeente Wormerland)
- J. J. Allanstraat (buurtschap in de gemeente Zaanstad)
- Julianadorp (dorp in de gemeente Den Helder)
- Julianadorp aan Zee (buurtschap in de gemeente Den Helder)

## K
- De Kaag (buurtschap in de gemeente Opmeer)
- 't Kabel (buurtschap in de gemeente Haarlemmermeer)
- Kabel (buurtschap in de gemeente Dijk en Waard)
- 't Kalf (buurtschap in de gemeente Zaanstad)
- Kalverdijk (plaats in de gemeente Schagen)
- Kalverpolder (buurtschap in de gemeente Zaanstad)
- De Kampen (buurtschap in de gemeente Hollands Kroon)
- Kapel (dorp in de gemeente Heiloo)
- Katham (buurtschap in de gemeente Edam-Volendam)
- Kathoek (buurtschap in de gemeente Koggenland)
- Kapel (buurtschap in de gemeente Heiloo)
- Katwoude (dorp in de gemeente Waterland)
- Keinse (plaats in de gemeente Schagen)
- Keinsmerbrug (buurtschap in de gemeente Schagen)
- Kerkbuurt (buurtschap in de gemeente Medemblik)
- Kerkbuurt (buurtschap in de gemeente Schagen)
- De Kets (buurtschap in de gemeente Waterland)
- Klaterbuurt (buurtschap in de gemeente Purmerend)
- Klein Dorregeest (buurtschap in de gemeenten Castricum en Uitgeest)
- Kleine Sluis (dorp in de gemeente Hollands Kroon)
- Koedijk (dorp in de gemeenten Dijk en Waard en Alkmaar)
- Kogerpolder (buurtschap in de gemeenten Alkmaar en Castricum)
- Kolhorn (dorp in de gemeente Hollands Kroon)
- De Kolk (buurtschap in de gemeente Opmeer)
- De Koog (dorp in de gemeente Texel)
- Koog aan de Zaan (dorp in de gemeente Zaanstad)
- De Kooy (buurtschap in de gemeente Den Helder)
- Het Korfwater (buurtschap in de gemeente Schagen)
- Kortenhoef (dorp in de gemeente Wijdemeren)
- Kraaienburg (buurtschap in de gemeente Drechterland)
- Krabbendam (dorp in de gemeente Schagen)
- Kreil (dorp in de gemeente Hollands Kroon)
- Kreileroord (dorp in de gemeente Hollands Kroon)
- Krommenie (dorp in de gemeente Zaanstad)
- Krommeniedijk (buurtschap in de gemeente Zaanstad)
- 't Kruis (buurtschap in de gemeente Dijk en Waard)
- Kudelstaart (dorp in de gemeente Aalsmeer)
- Kwadijk (dorp in de gemeente Edam-Volendam)
- De Kwakel (dorp in de gemeente Uithoorn)

## L
- Lagedijk (buurtschap in de gemeente Schagen)
- Lagehoek (buurtschap in de gemeente Opmeer)
- Lambertschaag (dorp in de gemeente Medemblik)
- Landsmeer (hoofdplaats van de gemeente Landsmeer)
- Langeheit (buurtschap in de gemeente Zaanstad)
- Langereis (buurtschap in de gemeenten Hollands Kroon en Opmeer)
- Laren (hoofdplaats van de gemeente Laren)
- Leekerweg (buurtschap in de gemeente Drechterland)
- Leihoek (buurtschap in de gemeente Schagen)
- De Leijen (buurtschap in de gemeente Hollands Kroon)
- Leimuiderbrug (dorp in de gemeente Haarlemmermeer)
- Lekermeer (buurtschap in de gemeente Medemblik)
- Lijnden (dorp in de gemeente Haarlemmermeer)
- Limmen (dorp in de gemeente Castricum)
- Lisserbroek (dorp in de gemeente Haarlemmermeer)
- Lutjebroek (dorp in de gemeente Stede Broec)
- Lutjekolhorn (buurtschap in de gemeente Hollands Kroon)
- Lutjewinkel (dorp in de gemeente Hollands Kroon)

## M
- Marken (voormalig eiland in de gemeente Waterland)
- Markenbinnen (dorp in de gemeente Alkmaar)
- Medemblik (stad in de gemeente Medemblik)
- Mennonietenbuurt (buurtschap in de gemeente Schagen)
- Middel (buurtschap in de gemeente Zaanstad)
- Middelie (dorp in de gemeente Edam-Volendam)
- Middenbeemster (dorp in de gemeente Purmerend)
- Midden-Eierland (buurtschap in de gemeente Texel)
- Middenmeer (dorp in de gemeente Hollands Kroon)
- Midwoud (dorp in de gemeente Medemblik)
- Mientbrug (buurtschap in de gemeente Hollands Kroon)
- Moeniswerf (buurtschap in de gemeente Waterland)
- Moerbeek (buurtschap in de gemeente Texel)
- Molenbuurt (buurtschap in de gemeente Texel)
- Molendijk (buurtschap in de gemeente Castricum)
- Molletjesveer (buurtschap in de gemeente Zaanstad)
- Monnickendam (stad en hoofdplaats van de gemeente Waterland)
- Muiden (stad in de gemeente Gooise Meren)
- Muiderberg (dorp in de gemeente Gooise Meren)
- Munnickaij (buurtschap in de gemeenten Drechterland en Hoorn)
- Muyeveld (buurtschap in de gemeente Wijdemeren)

## N
- De Naal (buurtschap in de gemeente Texel)
- Naarden (stad in de gemeente Gooise Meren)
- Naarderbos (buurtschap in de gemeente Gooise Meren)
- Naardermeer (buurtschap in de gemeente Gooise Meren)
- Nauerna (buurtschap in de gemeente Zaanstad)
- Neck (dorp in de gemeente Wormerland)
- Nederhorst den Berg (dorp in de gemeente Wijdemeren)
- De Nes (buurtschap in de gemeente Texel)
- Nes (buurtschap in de gemeente Schagen)
- Nes aan de Amstel (dorp in de gemeente Amstelveen)
- Nibbixwoud (dorp in de gemeente Medemblik)
- Nieuwebrug (buurtschap in de gemeente Haarlemmermeer)
- Nieuwe Meer (buurtschap in de gemeente Haarlemmermeer)
- Nieuwe Niedorp (dorp in de gemeente Hollands Kroon)
- Nieuweschild (buurtschap in de gemeente Texel)
- Nieuwesluis (dorp in de gemeente Hollands Kroon)
- Nieuw-Loosdrecht (dorp in de gemeente Wijdemeren)
- Nieuwpoort (buurtschap in de gemeente Alkmaar)
- Nieuw-Vennep (dorp in de gemeente Haarlemmermeer)
- De Nollen (buurtschap in de gemeente Alkmaar)
- De Noord (dorp in de gemeente Dijk en Waard)
- Noord-Bakkum (buurtschap in de gemeente Castricum)
- Noordbeemster (dorp in de gemeente Purmerend)
- Noordburen (buurtschap in de gemeente Hollands Kroon)
- Noorddijk (buurtschap in de gemeente Koggenland)
- Noorddorp (buurtschap in de gemeente Heemskerk)
- Noordeinde (buurtschap in de gemeente Zaanstad)
- Noordeinde (buurtschap in de gemeente Alkmaar)
- Noord-End (buurtschap in de gemeente Castricum)
- Noorderbuurt (buurtschap in de gemeente Hollands Kroon)
- Noorderhaven (buurtschap in de gemeente Den Helder)
- Noordermeer (buurtschap in de gemeente Koggenland)
- Noord Haffel (buurtschap in de gemeente Texel)
- Noord-Scharwoude (dorp in de gemeente Dijk en Waard)
- Noord-Spierdijk (buurtschap in de gemeente Koggenland)
- Noord-Stroe (buurtschap in de gemeente Hollands Kroon)
- 't Nopeind (buurtschap in de gemeente Amsterdam)
- De Normer (buurtschap in de gemeente Hollands Kroon)

## O
- Obdam (plaats in de gemeente Koggenland)
- Omval (Alkmaar) (buurtschap in de gemeente Alkmaar)
- Onderdijk (dorp in de gemeente Medemblik)
- Ongeren (buurtschap in de gemeente Texel)
- Oost (Texel) (buurtschap in de gemeente Texel)
- Oost-Graftdijk (dorp in de gemeente Alkmaar)
- Oostknollendam (dorp in de gemeente Wormerland)
- Oosteinde (Aalsmeer) (buurtschap in de gemeente Oosteinde)
- Oosterblokker (dorp in de gemeente Drechterland)
- Oosterbuurt (buurtschap in de gemeente Castricum)
- Oosterdijk (dorp in de gemeente Enkhuizen)
- Oosterend (dorp in de gemeente Texel)
- Oostergouw (buurtschap in de gemeente Drechterland)
- Oosterklief (buurtschap in de gemeente Hollands Kroon)
- Oosterland (dorp in de gemeente Hollands Kroon)
- Oosterleek (dorp in de gemeente Drechterland)
- Oosterwijzend (buurtschap in de gemeente Drechterland)
- Oosterzij (buurtschap in de gemeenten Heiloo en Castricum)
- Oosthuizen (dorp in de gemeente Edam-Volendam)
- Oostmijzen (buurtschap in de gemeente Koggenland)
- Oostwoud (dorp in de gemeente Medemblik)
- Oostzaan (hoofdplaats van de gemeente Oostzaan)
- Opmeer (hoofdplaats van de gemeente Opmeer)
- Opperdoes (dorp in de gemeente Medemblik)
- Oterleek (dorp in de gemeente Alkmaar)
- Oud-Diemen (buurtschap in de gemeente Diemen)
- Oud-Loosdrecht (dorp in de gemeente Wijdemeren)
- Oud Osdorp (dorp in de gemeente Amsterdam)
- Oude Meer (buurtschap in gemeente Haarlemmermeer)
- Oude Niedorp (dorp in de gemeente Hollands Kroon)
- Oudendijk (dorp in de gemeente Koggenland)
- Ouderkerk aan de Amstel (dorp in de gemeenten Ouder-Amstel en Amstelveen)
- Oudeschild (dorp in de gemeente Texel)
- Oudesluis (dorp in de gemeente Schagen)
- Oudijk (buurtschap in de gemeente Drechterland)
- Oudkarspel (dorp in de gemeente Dijk en Waard)
- Oudorp (dorp in de gemeente Alkmaar)
- Over-Diemen (buurtschap in de gemeente Diemen)
- Overleek (buurtschap in de gemeente Waterland)
- Overmeer (buurtschap in de gemeente Wijdemeren)
- Overveen (dorp in de gemeente Bloemendaal)

## P
- Pannekeet (buurtschap in de gemeente Dijk en Waard)
- Paradijs (buurtschap in de gemeente Opmeer)
- Penningsveer (buurtschap in de gemeente Haarlemmermeer)
- Petten (dorp in de gemeente Schagen)
- Poolland (buurtschap in de gemeente Hollands Kroon)
- Purmer (gehucht in de gemeenten Edam-Volendam, Purmerend en Waterland)
- Purmerbuurt (dorp in de gemeente Purmerend)
- Purmerend (stad en hoofdplaats van de gemeente Purmerend)
- Purmerland (dorp in de gemeente Landsmeer)

## R
- Ransdorp (dorp in de gemeente Amsterdam)
- 't Rijpje (dorp in de gemeente Schagen)
- De Rijp (dorp in de gemeente Alkmaar)
- Rijk (voormalig dorp in de gemeente Haarlemmermeer)
- Rijsenhout (dorp in de gemeente Haarlemmermeer)
- Rinnegom (buurtschap in de gemeente Bergen)
- Rozenburg (plaats in de gemeente Haarlemmermeer)
- Rozewerf (buurtschap in de gemeente Waterland)
- Ruigoord (dorp in de gemeente Amsterdam)
- Rustenburg (dorp in de gemeente Koggenland)

## S
- Santpoort-Noord (dorp in de gemeente Velsen)
- Santpoort-Zuid (dorp in de gemeente Velsen)
- Schagen (hoofdplaats van de gemeente Schagen)
- Schagerbrug (dorp in de gemeente Schagen)
- Schagerwaard (buurtschap in de gemeente Schagen)
- Schardam (plaats in de gemeente Edam-Volendam)
- Scharwoude (dorp in de gemeente Koggenland)
- Schellinkhout (dorp in de gemeente Drechterland)
- Schermerhorn (dorp in de gemeente Alkmaar)
- Schiphol (plaats in de gemeente Haarlemmermeer)
- Schiphol-Rijk (plaats in de gemeente Haarlemmermeer)
- Schoorl (dorp in de gemeente Bergen)
- Schoorldam (buurtschap in de gemeente Bergen)
- Schoorldam (dorp in de gemeente Schagen)
- Het Schouw (buurtschap in de gemeenten Waterland en Amsterdam)
- Schulpstet (buurtschap in de gemeente Castricum)
- 's-Graveland (dorp in de gemeente Wijdemeren)
- Sijbekarspel (dorp in de gemeente Medemblik)
- Sint Maarten (dorp in de gemeente Schagen)
- Sint Maartensbrug (dorp in de gemeente Schagen)
- Sint Maartensvlotbrug (dorp in de gemeente Schagen)
- Sint Maartenszee (buurtschap in de gemeente Schagen)
- Sint Pancras (dorp in de gemeente Dijk en Waard)
- Slootdorp (dorp in de gemeente Hollands Kroon)
- Slootgaard (buurtschap in de gemeente Schagen)
- Sloten (dorp in de gemeente Amsterdam)
- Smerp (dorp in de gemeente Hollands Kroon)
- De Snip (buurtschap in de gemeente Opmeer)
- Spaarndam (dorp in de gemeenten Haarlem en Haarlemmermeer)
- Spaarndam-West (dorp in de gemeente Haarlem)
- Spaarnwoude (dorp in de gemeente Haarlemmermeer)
- Spanbroek (dorp in de gemeente Opmeer)
- Spang (buurtschap in de gemeente Texel)
- Spierdijk (dorp in de gemeente Koggenland)
- Spijkdorp (buurtschap in de gemeente Texel)
- Spijkerboor (plaats in de gemeente Wormerland)
- Spoorbuurt (buurtschap in de gemeente Hollands Kroon)
- Starnmeer (plaats in de gemeente Alkmaar)
- Starting (buurtschap in de gemeente Castricum)
- Stierop (buurtschap in de gemeente Castricum)
- De Stolpen (plaats in de gemeente Schagen)
- Stolpervlotbrug (buurtschap in de gemeente Schagen)
- Stompetoren (dorp in de gemeente Alkmaar)
- Stroe (dorp in de gemeente Hollands Kroon)
- Stroet (dorp in de gemeente Schagen)
- De Strook (buurtschap in de gemeente Hollands Kroon)

## T
- 't Buurtje (buurtschap in de gemeente Schagen)
- Tersluis (buurtschap in de gemeente Drechterland)
- 't Horntje (plaats in de gemeente Texel)
- Tienhoven (buurtschap in de gemeente Texel)
- Tjallewal (woonplaats in de gemeente Schagen)
- 't Kabel (buurtschap in de gemeente Haarlemmermeer)
- 't Kalf (buurtschap in de gemeente Zaanstad)
- 't Kruis (buurtschap in de gemeente Dijk en Waard)
- 't Nopeind (buurtschap in de gemeente Amsterdam)
- Tin (buurtschap in de gemeente Hollands Kroon)
- Tolke (plaats in de gemeente Schagen)
- 't Rijpje (dorp in de gemeente Schagen)
- Tuitjenhorn (dorp in de gemeente Schagen)
- 't Veld (dorp in de gemeente Hollands Kroon)
- 't Wad (buurtschap in de gemeente Schagen)
- 't Westeinde (buurtschap in de gemeente Medemblik)
- Twisk (dorp in de gemeente Medemblik)
- 't Zand (dorp in de gemeente Schagen)

## U
- Uitdam (dorp in de gemeente Waterland)
- Uitermeer (buurtschap in de gemeente Weesp)
- Uitgeest (hoofdplaats van de gemeente Uitgeest)
- Uithoorn (hoofdplaats van de gemeente Uithoorn)
- Ursem (dorp in de gemeenten Koggenland en Alkmaar)

## V
- Valkkoog (dorp in de gemeente Schagen)
- Valkeveen (buurtschap in de gemeente Huizen)
- Van Ewijcksluis (dorp in de gemeente Hollands Kroon)
- Veenhuizen (dorp in de gemeente Dijk en Waard)
- 't Veld (dorp in de gemeente Hollands Kroon)
- Veldhuis (buurtschap in de gemeente Medemblik)
- Velsen-Noord (dorp in de gemeente Velsen)
- Velsen-Zuid (dorp in de gemeente Velsen)
- Velserbroek (dorp in de gemeente Velsen)
- Venhuizen (dorp in de gemeente Drechterland)
- Vennik (buurtschap in de gemeenten Schagen en Hollands Kroon)
- Verlaat (dorp in de gemeente Dijk en Waard)
- Verloreneinde (buurtschap in de gemeente Edam-Volendam)
- Vijfhuizen (dorp in de gemeente Haarlemmermeer)
- Vinkebrug (buurtschap in de gemeente Haarlemmermeer)
- Vogelenzang (dorp in de gemeente Bloemendaal)
- Volendam (hoofdplaats van de gemeente Edam-Volendam)
- Vredeburg (buurtschap in de gemeente Haarlemmermeer)
- Vrouwentroost (buurtschap in de gemeente Aalsmeer)
- Vrouwenverdriet (buurtschap in de gemeente Zaanstad)

## W
- De Waal (dorp in de gemeente Texel)
- Waarland (dorp in de gemeente Schagen)
- 't Wad (buurtschap in de gemeente Schagen)
- Wadway (dorp in de gemeenten Medemblik en Opmeer)
- Warder (dorp in de gemeente Edam-Volendam)
- Warmenhuizen (dorp in de gemeente Schagen)
- Watergang (dorp in de gemeente Waterland)
- Wateringskant (buurtschap in de gemeente Hollands Kroon)
- Waver (buurtschap in de gemeente Ouder-Amstel)
- De Weed (buurtschap in de gemeente Drechterland)
- De Weel (buurtschap in de gemeenten Schagen en Hollands Kroon)
- De Weere (buurtschap in de gemeente Hollands Kroon)
- De Weere (dorp in de gemeente Opmeer)
- Weesp (stad in de gemeente Amsterdam)
- De Weijdt (buurtschap in de gemeente Alkmaar)
- Weiver (buurtschap in de gemeente Zaanstad)
- Wervershoof (dorp in de gemeente Medemblik)
- West-Graftdijk (dorp in de gemeente Alkmaar)
- Westknollendam (dorp in de gemeente Zaanstad)
- Westbeemster (dorp in de gemeente Purmerend)
- Westeinde (buurtschap in de gemeente Hollands Kroon)
- Westeinde (buurtschap in de gemeente Enkhuizen)
- 't Westeinde (buurtschap in de gemeente Medemblik)
- De Westen (buurtschap in de gemeente Texel)
- Westerblokker (dorp in de gemeente Hoorn)
- Westerbuurt (buurtschap in de gemeente Drechterland)
- Westergeest (buurtschap in de gemeente Texel)
- Westerklief (plaats in de gemeente Hollands Kroon)
- Westerland (dorp in de gemeente Hollands Kroon)
- Westermient (buurtschap in de gemeente Texel)
- Westerwijzend (buurtschap in de gemeente Drechterland)
- Westwoud (dorp in de gemeente Drechterland)
- Westzaan (dorp in de gemeente Zaanstad)
- Westzaner-Overtoom (buurtschap in de gemeente Zaanstad)
- Weteringbrug (dorp in de gemeente Haarlemmermeer)
- Wieringerwaard (dorp in de gemeente Hollands Kroon)
- Wieringerwerf (dorp in de gemeente Hollands Kroon)
- Wijdenes (dorp in de gemeente Drechterland)
- Wijdewormer (dorp in de gemeente Wormerland)
- Wijk aan Zee (dorp in de gemeente Beverwijk)
- Wijmers (buurtschap in de gemeente Drechterland)
- Wijzend (dorp in de gemeente Medemblik)
- Wimmenum (buurtschap in de gemeente Bergen)
- Winkel (plaats in de gemeente Hollands Kroon)
- Wittewerf (buurtschap in de gemeente Waterland)
- Wogmeer (dorp in de gemeente Koggenland)
- Wognum (dorp in de gemeente Medemblik)
- Wormer (dorp in de gemeente Wormerland)
- Wormerveer (dorp in de gemeente Zaanstad)
- Het Woud (buurtschap in de gemeente Bergen)
- De Woude (dorp in de gemeente Castricum)
- Woudmeer (buurtschap in de gemeente Schagen)

## Z
- Zaandam (stad en hoofdplaats van de gemeente Zaanstad)
- Zaandijk (dorp in de gemeente Zaanstad)
- Zaanse Schans (buurt in de gemeente Zaanstad)
- Zanegeest (buurtschap in de gemeente Bergen)
- 't Zand (dorp in de gemeente Schagen)
- Zandburen (buurtschap in de gemeente Hollands Kroon)
- Zandvoort (hoofdplaats van de gemeente Zandvoort)
- Zedde (buurtschap in de gemeente Waterland)
- Zevenhuizen (buurtschap in de gemeente Texel)
- Zijbelhuizen (buurtschap in de gemeente Schagen)
- Zijdewind (dorp in de gemeente Hollands Kroon)
- Zijpe (plaats in de gemeente Schagen)
- Zijpersluis (buurtschap in de gemeente Schagen)
- Zittend (buurtschap in de gemeente Drechterland)
- Zuid-Scharwoude (dorp in de gemeente Dijk en Waard)
- Zuid-Eierland (plaats in de gemeente Texel)
- Zuideinde (buurtschap in de gemeente Zaanstad)
- Zuidermeer (dorp in de gemeente Koggenland)
- Zuiderwoude (dorp in de gemeente Waterland)
- Zuid Haffel (buurtschap in de gemeente Texel)
- Zuidoostbeemster (dorp in de gemeente Purmerend)
- Zuidschermer (dorp in de gemeente Alkmaar)
- Zuid-Schalkwijk (buurtschap in de gemeente Haarlem)
- Zuid-Spierdijk (plaats in de gemeente Koggenland)
- Zunderdorp (dorp in de gemeente Amsterdam)
- Zwaag (dorp in de gemeente Hoorn)
- Zwaagdijk (dorp in de gemeente Medemblik)
- Zwaagdijk-Oost (dorp in de gemeente Medemblik)
- Zwaagdijk-West (dorp in de gemeente Medemblik)
- Zwaanshoek (dorp in de gemeente Haarlemmermeer)
- Zwanenburg (dorp in de gemeente Haarlemmermeer)
- De Zwarte Kat (buurtschap in de gemeente Amstelveen)

Drenthe ·
Flevoland ·
Friesland ·
Gelderland ·
Groningen ·
Limburg ·
Noord-Brabant ·
Noord-Holland ·
Overijssel ·
Utrecht ·
Zeeland ·
Zuid-Holland